# Gigantengrab von Biristeddi

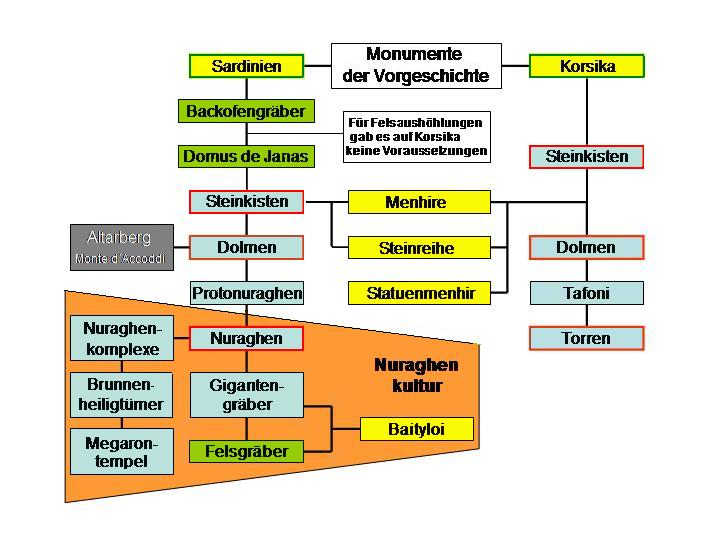
Typenreihe sardisch-korsischer Monumente

Das Gigantengrab von Biristeddi liegt bei Galtelli, in der Provinz Nuoro auf Sardinien. Die in Sardu „Tumbas de los zigantes“ und (italienisch Tombe dei Giganti) genannten Bauten sind die größten pränuraghischen Kultanlagen Sardiniens und zählen europaweit zu den spätesten Megalithanlagen. Die 321 bekannten Gigantengräber sind Monumente der bronzezeitlichen Bonnanaro-Kultur (1.800-1.500 v. Chr.), die Vorläuferkultur der Nuragher ist.

## Typenfolge
Baulich treten Gigantengräber in zwei Varianten auf. Die Anlagen mit Portalstelen und Exedra gehören zum älteren nordsardinischen Typ. Bei späteren Anlagen besteht die Exedra statt aus monolithischen Stelen, aus einer in der Mitte deutlich erhöhten Quaderfassade aus bearbeiteten und geschichteten Steinblöcken (italienisch tipo dolmenico Dolmentyp). Das Gigantengrab von Biristeddi ist eine Anlage des jüngeren Typs (mit Quaderfassade).

## Beschreibung
Es ist eines der wenigen mit exakt behauenen Trachytquadern, wie sie von den Brunnentempeln bekannt und an der Kammerwand als abgeschrägte Blöcke zu finden sind. Der halbrunde Vorplatz ist übersät mit Megalithen der zerstörten Exedra, darunter einem Block mit Zahnfries. Die Grabungsfunde von 1937, unter anderem eine blaue mykenische Glasflussperle, gingen verloren.
In der Nähe liegen die Nuraghendörfer Purgatoriu (Fegefeuer) und Serra Orrios.